# Christophe Guénot
Cristophe René Marcel Guénot (Saint-Rémy, 7 gennaio 1979) è un lottatore francese nella categoria 74 kg, categoria in cui ha conquistato il bronzo ai Giochi della XXIX Olimpiade di Pechino.
È fratello di Steeve Guénot, oro nella categoria fino a 66 kg nella stessa edizione dei Giochi olimpici.

## Palmarès
- Giochi olimpici

Pechino 2008: bronzo nella categoria fino a 74 kg.
- Giochi del Mediterraneo

Almería 2005: bronzo nella categoria fino a 74 kg.